# Villeneuve-la-Guyard
Villeneuve-la-Guyard és un municipi francès, situat al departament del Yonne i a la regió de Borgonya - Franc Comtat. L'any 2007 tenia 2.924 habitants.

## Demografia

### Població
El 2007 la població de fet de Villeneuve-la-Guyard era de 2.924 persones. Hi havia 1.150 famílies, de les quals 338 eren unipersonals (161 homes vivint sols i 177 dones vivint soles), 323 parelles sense fills, 416 parelles amb fills i 73 famílies monoparentals amb fills.
La població ha evolucionat segons el següent gràfic:
Habitants censats

### Habitatges
El 2007 hi havia 1.397 habitatges, 1.181 eren l'habitatge principal de la família, 126 eren segones residències i 90 estaven desocupats. 1.123 eren cases i 249 eren apartaments. Dels 1.181 habitatges principals, 844 estaven ocupats pels seus propietaris, 311 estaven llogats i ocupats pels llogaters i 26 estaven cedits a títol gratuït; 28 tenien una cambra, 133 en tenien dues, 255 en tenien tres, 325 en tenien quatre i 439 en tenien cinc o més. 772 habitatges disposaven pel capbaix d'una plaça de pàrquing. A 570 habitatges hi havia un automòbil i a 445 n'hi havia dos o més.

### Piràmide de població
La piràmide de població per edats i sexe el 2009 era:
| Homes | Edats   | Dones |
| ----- | ------- | ----- |
| 0     | 95 o +  | 8     |
| 8     | 90 a 94 | 24    |
| 8     | 85 a 89 | 48    |
| 12    | 80 a 84 | 28    |
| 44    | 75 a 79 | 52    |
| 72    | 70 a 74 | 52    |
| 60    | 65 a 69 | 64    |
| 72    | 60 a 64 | 84    |
| 72    | 55 a 59 | 48    |
| 72    | 50 a 54 | 132   |
| 128   | 45 a 49 | 88    |
| 76    | 40 a 44 | 108   |
| 116   | 35 a 39 | 60    |
| 72    | 30 a 34 | 88    |
| 72    | 25 a 29 | 56    |
| 76    | 20 a 24 | 72    |
| 96    | 15 a 19 | 120   |
| 76    | 10 a 14 | 64    |
| 104   | 5 a 9   | 80    |
| 40    | 0 a 4   | 32    |

## Economia
El 2007 la població en edat de treballar era de 1.840 persones, 1.397 eren actives i 443 eren inactives. De les 1.397 persones actives 1.239 estaven ocupades (677 homes i 562 dones) i 159 estaven aturades (66 homes i 93 dones). De les 443 persones inactives 148 estaven jubilades, 135 estaven estudiant i 160 estaven classificades com a «altres inactius».

### Ingressos
El 2009 a Villeneuve-la-Guyard hi havia 1.222 unitats fiscals que integraven 2.996,5 persones, la mediana anual d'ingressos fiscals per persona era de 18.041 €.

### Activitats econòmiques
Dels 143 establiments que hi havia el 2007, 8 eren d'empreses alimentàries, 2 d'empreses de fabricació de material elèctric, 10 d'empreses de fabricació d'altres productes industrials, 24 d'empreses de construcció, 27 d'empreses de comerç i reparació d'automòbils, 7 d'empreses de transport, 6 d'empreses d'hostatgeria i restauració, 1 d'una empresa d'informació i comunicació, 9 d'empreses financeres, 7 d'empreses immobiliàries, 19 d'empreses de serveis, 15 d'entitats de l'administració pública i 8 d'empreses classificades com a «altres activitats de serveis».
Dels 45 establiments de servei als particulars que hi havia el 2009, 1 era una oficina de correu, 4 oficines bancàries, 1 funerària, 5 tallers de reparació d'automòbils i de material agrícola, 1 autoescola, 3 paletes, 3 guixaires pintors, 8 fusteries, 5 lampisteries, 1 electricista, 1 empresa de construcció, 2 perruqueries, 2 agències de treball temporal, 4 restaurants i 4 agències immobiliàries.
Dels 12 establiments comercials que hi havia el 2009, 1 era un hipermercat, 1 una botiga de més de 120 m², 5 fleques, 3 carnisseries, 1 una peixateria i 1 una joieria.
L'any 2000 a Villeneuve-la-Guyard hi havia 16 explotacions agrícoles que ocupaven un total de 736 hectàrees.

## Equipaments sanitaris i escolars
L'únic equipament sanitari que hi havia el 2009 era una farmàcia.
El 2009 hi havia 1 escola maternal i 1 escola elemental. Villeneuve-la-Guyard disposava d'un col·legi d'educació secundària amb 393 alumnes.

## Poblacions més properes
El següent diagrama mostra les poblacions més properes.